# John Tesh
John Frank Tesh (Garden City, 9 luglio 1952) è un pianista, compositore e personaggio televisivo statunitense.

## Biografia
È sposato dal 1992 con l'attrice Connie Sellecca con cui ha una figlia di nome Prima.

## Discografia
- 1987 - Music from the Tour de France, Vol. I (Tesh Music BMI)
- 1988 - A Thousand Summers
- 1988 - Tour de France (Private Music)
- 1989 - Garden City (Cypress)
- 1989 - You Break It (Atlantic Records)
- 1992 - A Romantic Christmas (Decca Records)
- 1992 - Ironman Triathlon (GTSP)
- 1992 - Music in the Key of Love (GTS Records)
- 1992 - The Games (GTSP)
- 1993 - Monterey Nights (GTS Records)
- 1993 - Winter Song (GTS Records)
- 1994 - A Family Christmas (Decca Records)
- 1994 - Sax by the Fire (Decca Records)
- 1994 - Winter Song – Decca Records
- 1995 - Music in the Key of Love (GTSP)
- 1995 - Backstage with John Tesh (Digital Entertainment)
- 1995 - Live at Red Rocks (Decca Records)
- 1995 - Sax on the Beach (Decca Records)
- 1995 - Anthology
- 1996 - Discovery (Decca Records)
- 1996 - Choirs of Christmas, featuring Rock Theatre, Paulist Boy Choristers of California, Encore Children's Chorus (GTSP)
- 1997 - Avalon (Decca Records)
- 1997 - Sax All Night (Decca Records)
- 1997 - Victory - the sports collection (GTSP)
- 1998 - Grand Passion (GTSP Records)
- 1998 - Guitar by the Fire (Decca Records)
- 1998 - Songs from the Road (BMG Special Products)
- 1998 - Pure Movies (GTSP)
- 1999 - One World (GTSP)
- 1999 - Heart of the Sunrise (John Tesh Productions)
- 1999 - John Tesh & Friends (Columbia River)
- 2000 - Pure Hymns (Faith MD)
- 2000 - Pure Movies, Vol. 2 (Garden City Music)
- 2001 - Classical Music for an Intimate Mood (Garden City Music)
- 2001 - Pure Orchestra (Garden City Music)
- 2001 - Classical Music for a Stress-Free World (Garden City)
- 2001 - Pure Gospel (Faith MD)
- 2001 - Classical Music for a Prayerful Mood (Garden City Music & Faith MD)
- 2002 - Awesome God  (Garden City Music)
- 2002 - The Power of Love  (Garden City Music)
- 2002 - Christmas Worship  (Word Entertainment)
- 2002 - A Deeper Faith (Garden City Music)
- 2002 - God of Wonders (Garden City Music)
- 2002 - Worship God (Garden City Music)
- 2003 - A Deeper Faith, Vol. 2 (Garden City Music)
- 2004 - Worship at Red Rocks (live) (Garden City Music)
- 2005 - Drive Time Intelligence
- 2005 - Red Rocks Platinum 2CD/1DVD (live) (Garden City Music)
- 2008 - Alive - music & dance (Garden City Music)
- 2008 - Grand Piano Christmas (Garden City Music)
- 2009 - Grand Piano Worship(Garden City Music)
- 2010 - God of Wonders (Word Entertainment)
- 2011 - Big Band Christmas
- 2012 - Big Band

### Compilation
- 1990 - Tour de France – The Early Years (Private Music)
- 1993 - Monterey Nights (Decca Records)
- 1999 - One Day (Unison)
- 2000 - Pure Hymns (Faith MD)
- 2001 -  John Tesh Presents - Classical Music for Babies (And Their Moms) Vol. 1 & 2 (Garden City)
- 2003 - Worship Collection - Awesome God (Garden City Music)
- 2009 - The Best of Christmas
- 2009 - John Tesh - Greatest Hits - Live in Concert Vol. 1 CD/DVD (Garden City Music)